# Halo: I fantasmi di Onyx
Halo: I fantasmi di Onyx (in inglese Halo: Ghosts of Onyx) è un romanzo di fantascienza militare del 2007 scritto da Eric Nylund e ambientato nella saga di Halo. È il quarto libro della serie ispirata al videogioco e il terzo ad essere stato tradotto in italiano (il secondo ad essere stato pubblicato da Multiplayer.it). L'edizione in lingua originale è stata la prima delle tre opere di Halo ad essere pubblicata da Tor Books piuttosto che dalla precedente casa editrice, la Del Rey.
I fantasmi di Onyx descrive in dettaglio la creazione di un gruppo di supersoldati noti come Spartan-III e funzionali a difendere l'umanità contro l'alleanza di razze aliene nota con il nome di Covenant. Dopo gli eventi di Halo 2, il pianeta su cui si addestrano gli Spartan, ovvero Onyx, è assalito da aggressori robotici creati da un'antica civiltà ormai estinta. Gli Spartan e i loro istruttori devono combattere i robot e i Covenant, lavorando al contempo per scoprire i segreti del mondo su cui si trovano.
Al momento della messa in commercio, I fantasmi di Onyx ha ottenuto recensioni generalmente positive. Il romanzo ha debuttato nell'elenco dei bestseller del New York Times, diventando un testo assai apprezzato anche a livello internazionale.

## Trama
La storia inizia con un gruppo di Spartan-III schierato in un deposito di rifornimento della flotta Covenant nell'anno 2545. I soldati distruggono la struttura, ma tutti, tranne due dei trecento Spartan, vengono uccisi. La narrazione si sposta quindi al 2531, dove gli Spartan-II vengono schierati contro dei ribelli umani; sebbene la squadra venga quasi catturata, l'intervento tempestivo di Kurt-051 consente alla squadra di completare la propria missione. Nel frattempo, il colonnello James Ackerson incontra l'Ufficio dell'Intelligence Navale (ONI). Ackerson annuncia il suo piano di creare una nuova razza di Spartan che mantenga gran parte dell'efficacia dei supersoldati, senza dover pagare il prezzo elevato del programma Spartan-II. Questi Spartan-III sono addestrati da Franklin Mendez, così come da Kurt-051. Con la sua morte inscenata dall'ONI, Kurt-051 viene posto a capo dell'addestramento degli Spartan-III, sotto il nome e il grado di tenente Kurt Ambrose. Il progetto Spartan-III è realizzato su un pianeta segreto ONI chiamato Onyx, dove si trova anche uno scavo archeologico di antiche rovine dei Precursori in un'area nota come "Zona 67". Quando una compagnia di Spartan-III scompare nell'area, essa viene dichiarata interdetta a tutto il personale.
Come gli Spartan-II, i candidati Spartan-III subiscono miglioramenti radicali cibernetici e genetici, venendo dotati di armature speciali funzionali ad aumentare le loro abilità. La prima compagnia di Spartan-III si rivela di grande successo, ma viene spazzata via quando gli viene ordinato di distruggere un cantiere navale orbitale Covenant nel 2537. Scosso dal massacro delle sue truppe, Kurt migliora il regime di addestramento per il suo prossimo lotto di reclute Spartan-III, ma anche vengono tutti uccisi in azione, ragin per cui Kurt, nel tentativo di ridurre le vittime, istituisce modifiche biologiche illegali sulla terza compagnia di Spartan. Durante un'esercitazione vicino alla Zona 67, il personale dell'UNSC si trova sotto attacco da droni robotici alieni.
Nel frattempo, la dottoressa Catherine Halsey, la creatrice del progetto Spartan-II, insieme allo Spartan Kelly-087 arrivano nel sistema Onyx. Mentre si avvicinano alla superficie del pianeta, essi vengono attaccati da altri droni robot e si schiantano, incontrandosi con gli umani sopravvissuti agli attacchi. Halsey identifica i droni robotici come sentinelle dei Precursori, sulla base dei registri redatti dall'intelligenza artificiale Cortana ai tempi degli eventi di Halo: Combat Evolved. Halsey invia un messaggio alla Terra, nel frattempo sotto attacco da parte di Covenant; per tutta risposta, l'ammiraglio della flotta Lord Hood invia gli Spartan-II Fred-104, Linda-058 e Will-043 su Onyx.
Sul mondo a forma di anello noto come Delta Halo, tra le diverse specie Covenant scoppia una cruenta una guerra civile. Gli Élite, una delle razze aliene ostili all'umanità, intercettano il segnale di soccorso di Halsey e scoprono l'esistenza di Onyx e della sua tecnologia legata ai Precursori. Sia i Covenant che le forze dell'UNSC che giungono sul pianeta Onyx vengono attaccate dalle Sentinelle. L'intera flotta dell'UNSC situata su Onyx viene distrutta dalla battaglia che ne segue, fatta eccezione per una nave dotata di un sistema di occultamento, la Dusk, che rimane nascosta e osserva a distanza gli eventi.
Le restanti forze umane su Onyx scoprono una città dei Precursori che viene rapidamente scoperta dalle Sentinelle e vengono guidate in un'enorme sfera dalla dottoressa Halsey. Quest'ultima scopre che l'intero pianeta è in realtà un «Mondo Scudo» costruito dai Precursori per proteggersi dal raggio mortale scatenato dagli Halo, il cui fine è sradicare ogni essere di vita senziente e far perire di fame degli alieni particolarmente virulenti noti come Flood. Combattendo contro gli inseguitori Covenant, gli umani scoprono un ingresso che conduce a una sfera di Dyson. Kurt rimane indietro per far esplodere due armi nucleari e impedire ai Covenant di seguire gli umani nella zona protetta. Occultata a distanza da Onyx, la Dusk guarda la superficie di Onyx squarciarsi e rivelare che il mondo intero è costituito da innumerevoli sentinelle, tutte collegate tra di loro per fornire una difesa impenetrabile intorno alla sfera di Dyson nel cuore del pianeta. Le guardie create dall'antica civiltà annientano le restanti navi della flotta Covenant in orbita attorno al pianeta e il Prowler si ritira. Fred, a quel punto all'interno della sfera di Dyson, prende il comando dei sopravvissuti e ordina a tutti di cercare un modo di fuggire.

## Origini

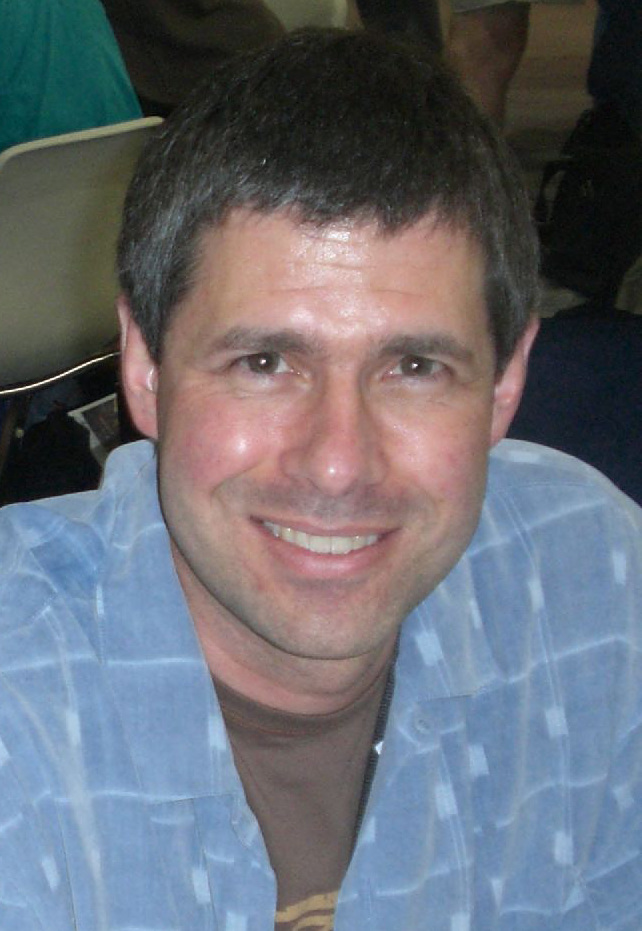
Eric Nylund nel 2007

L'autore de I fantasmi di Onyx Eric Nylund aveva precedentemente scritto due dei tre romanzi precedenti di Halo, La caduta di Reach e Il primo attacco, e si è rivolto all'azienda sviluppatrice della saga, la Bungie, con una bozza di ciò su cui intendeva concentrarsi in seguito. Secondo Nylund, la Bungie gli concesse la possibilità di scrivere il storia fintanto che essa avrebbe toccato alcuni «punti molto specifici», apportando solo in maniera limitata delle modifiche all'universo di Halo per incorporare le sue idee. Tuttavia, egli riconobbe che la difficoltà di inserire la sua storia all'interno dell'universo di Halo si rivelò di gran lunga maggiore nel caso de I fantasmi di Onyx rispetto agli altri romanzi, in quanto gran parte della storia era stata già resa pubblica e non poteva più essere modificata. Nylund menzionò in un'intervista con IGN che scrivere un romanzo di Halo aveva sia degli aspetti positivi sia inconvenienti. «È un bene perché ho tutti questi fantastici elementi e personaggi con cui potermi sbizzarrire», dichiarò lo scrittore statunitense in un'intervista, «[ma] non è così entusiasmante perché devo lavorare e tenere conto degli altri detentori della proprietà intellettuale, in modo tale che tutto collimi».
I fantasmi di Onyx, originariamente noto come I fantasmi di Coral, fu il primo romanzo di Halo pubblicato da Tor Books anziché da Del Rey. Nylund ricevette quindici settimane di tempo per scrivere il libro, un termine di tempo maggiore rispetto alle sette di cui dispose per La caduta di Reach, ma affermò di aver nuovamente «perso il sonno [...] mangiato un mucchio di cioccolato e bevuto troppi caffè». Gli editori di Tor ebbero ancor più tempo di quelli di Del Rey e aiutarono a «sbrogliare» la complicata trama di Onyx. Mentre scriveva, Nylund sottolineava che «la tensione è la pietra angolare di ogni buona storia», e che I fantasmi di Onyx non sarebbe sfuggito a tale regola.
Il revisore per conto di IGN, Douglass C. Perry, segnalò che, sfruttando paragrafi brevi e molti salti temporali, «lo stile di scrittura [del romanzo] mantiene il ritmo, anche quando non succede molto». Tale tecnica venne usata consapevolmente di Nylund per accelerare il ritmo per evitare di «affaticare il lettore e fargli perdere interesse».

## Commento

### Ambientazione
I fantasmi di Onyx si svolge nel XXVI secolo, L'umanità ha colonizzato centinaia di mondi in tutta la galassia, grazie alla scoperta avvenuta secoli prima di come viaggiare a velocità superiori a quella della luce nell'iperspazio. Mentre gli umani erano stati colpiti da una guerra che vedeva come protagonisti i ribelli e l'UNSC, ovvero le forze armate responsabili della protezione dei pianeti colonizzati, un'alleanza di razze aliene nota come Covenant inizia ad attaccare le colonie periferiche, sterminando brutalmente migliaia di esseri umani vetrificando la superficie dei pianeti. La migliore arma dell'umanità contro i Covenant, avversari numericamente superiori e più avanzati a livello tecnologico, sono gli Spartan-II, dei supersoldati modificati geneticamente e dotati di potenti armature; tuttavia, gli Spartan sono troppo pochi per sovvertire le sorti della guerra.

### I personaggi
Kurt-051 è uno Spartan-II che serve nella squadra di John-117, altrimenti noto come Master Chief. Kurt si distingue per il suo senso dell'intuizione, in grado di salvare la sua squadra in diverse occasioni. Reclutato per addestrare una nuova serie di Spartan, Kurt è afflitto dalle enormi perdite subite poi negli scontri dai suoi allievi. Per tutta risposta, egli inizia a istituire modifiche cerebrali non conformi alle norme per dare ai suoi soldati una migliore possibilità di sopravvivenza. A causa delle frequenze radio segrete impiegate dai suoi superiori per reclutarlo nel programma, nessuno degli ex colleghi di Kurt sa che è vivo.
Franklin Mendez è uno degli istruttori del progetto Spartan-III. Nel precedente romanzo di Nylund, Halo: La caduta di Reach, Mendez segue invece da vicino gli Spartan-II ed esce di scena poco dopo il primo incontro dell'umanità con i Covenant per addestrare la prossima generazione di supersoldati. Dopo che la formazione del prossimo gruppo di Spartan-II viene posticipata, Mendez torna in azione e deve combattere contro i Covenant prima di addestrare gli Spartan-III.
Catherine Halsey è la creatrice del progetto Spartan-II. Per addestrare le giovani reclute che ha selezionato per il programma, la dottoressa rapisce i bambini e li sostituisce con dei cloni. Sebbene i suoi soldati abbiano un successo fenomenale, Halsey parte bruscamente assieme alla ferita Spartan Kelly in Halo: Il primo attacco per compiere una missione non meglio specificata. Dopo anni passati a manipolare volontariamente i suoi «figli», Halsey decide di tentare di salvarli tutti anziché gettarli in una guerra che crede che l'umanità non possa vincere.
James Ackerson è un colonnello dell'esercito e uno strenuo oppositore del programma Spartan-II; durante La caduta di Reach, Ackerson arriva al tentativo di uccidere John-117 durante una prova dell'addestramento. Ackerson propone il suo programma Spartan, volto a tentare di duplicare il risultato operativo dello Spartan-II a un costo inferiore, creando dei «super soldati usa e getta». L'esistenza di questo piano è tenuta segreta all'opinione pubblica e a gran parte dell'UNSC, in particolare a Halsey.

## Accoglienza
IGN ha assegnato buoni voti a I fantasmi di Onyx, elogiando lo stile di scrittura di Nylund e come Onyx sia riuscito a legare molti fili della trama che sono rimasti in sospeso sia dai romanzi che dai giochi. Nel corso del giudizio, tuttavia, il critico ha fatto notare che Master Chief ha compiuto solo un'apparizione cameo, e che I fantasmi di Onyx parla «dell'insieme di personaggi di supporto», piuttosto che degli eroi del videogioco. A offrire una visione meno positiva del libro sono state pubblicazioni come Subnova.com, che ha etichettato il romanzo come una versione decisamente peggiore de Il primo attacco, poiché introduceva personaggi di cui il lettore non si preoccupava e impiegava eccessivi tecnicismi propri del mondo di Halo. In sintesi, il recensore ha affermato che «Si tratta di un buon libro. Carino. Semplicemente non è all'altezza dei livelli stabiliti dagli altri libri della serie». In risposta ai reclami relativi a errori tipografici, Nylund ha risposto che sarebbe apparsa una ristampa del libro che avrebbe risolto questi problemi.
I fantasmi di Onyx ha raggiunto poco dopo la messa in commercio il rango di bestseller nell'elenco realizzato dal New York Times, rimanendo nell'elenco per undici settimane. Il romanzo sarebbe diventato un bestseller internazionale; una versione tascabile uscì poi il 7 aprile 2007.